# Rafael López Gómez
Rafael López Gómez (Peñafiel, Valladolid, Castilla y León, España, 9 de abril de 1985) es un exfutbolista español que jugaba de defensa central. Su último equipo fue el Hyderabad FC de la Superliga de India.

## Trayectoria
Rafa, jugador de la cantera del Real Valladolid, debutó en Primera División de la mano de Fernando Vázquez. Considerado como central, en sus inicios en la categoría desempeñó en ocasiones la labor de mediocentro.
Tras no contar en los planes de los entrenadores del Real Valladolid, en el mercado de invierno de la temporada 2005-06 juega cedido en el Éibar, que no podrá eludir el descenso a Segunda División B.
Al año siguiente, vuelve al Real Valladolid donde juega 13 partidos y poco a poco se va haciendo un nombre dentro del panorama futbolítico corroborado con el ascenso a Primera División de los pucelanos.
La temporada siguiente, quizás sea la mejor en la trayectoria personal de Rafa, con la consolidación en Primera División. Sin embargo, problemas a la hora de renovar su contrato con el Real Valladolid, le hicieron ser objetivo de diferentes equipos hasta que se confirmó su fichaje por el Getafe Club de Fútbol, momento en el que desapareció de las alineaciones habituales de José Luis Mendilíbar en el Real Valladolid.
A falta de 2 días para el cierre del mercado de fichajes de la temporada 2014-2015 el jugador azulón rescinde su contrato con la entidad presidida por Ángel Torres para marcharse rumbo a Alemania y militar en el recién ascendido SC Paderborn 07, donde comenzará una nueva etapa futbolística en la Bundesliga.
El 13 de julio de 2016 se confirmó su regreso al Real Valladolid por 3 temporadas. Finalmente el 17 de junio de 2017 el Real Valladolid y él llegaron a un acuerdo para rescindir el contrato por los dos años que le quedaban.

## Clubes
Actualizado al último partido disputado el 5 de enero de 2020. 
| Club                  | País          | Año           | Partidos | Goles |
| --------------------- | ------------- | ------------- | -------- | ----- |
| Real Valladolid "B"   | España        | 2003-2006     | 17       | 0     |
| Real Valladolid C. F. | España        | 2003-2006     | 10       | 0     |
| S. D. Eibar (cedido)  | España        | 2006          | 19       | 0     |
| Real Valladolid C. F. | España        | 2006-2008     | 41       | 0     |
| Getafe C. F.          | España        | 2008-2014     | 142      | 4     |
| SC Paderborn 07       | Alemania      | 2014-2016     | 17       | 0     |
| Real Valladolid C. F. | España        | 2016-2017     | 20       | 0     |
| FC Pune City          | India         | 2017-2018     | 20       | 0     |
| Rayo Majadahonda      | España        | 2018-2019     | 21       | 0     |
| Hyderabad FC          | India         | 2019-2020     | 6        | 0     |
| Total carrera         | Total carrera | Total carrera | 313      | 4     |

## Palmarés

### Títulos nacionales
| Título                     | Club                  | País   | Año     |
| -------------------------- | --------------------- | ------ | ------- |
| Segunda División de España | Real Valladolid C. F. | España | 2006-07 |